# Silvia y Bruno
Silvia y Bruno es una novela del escritor inglés Lewis Carroll, cuyo primer volumen fue publicado en 1889 y el segundo en 1893, ambos ilustrados por Harry Furniss (1889- 1925).

## Argumento
La novela tiene dos argumentos principales; uno transcurre en el mundo real durante el tiempo de publicación del libro (la época victoriana), el otro, en el mundo imaginario de País de las Hadas (Fairyland). Mientras que el segundo es un cuento de hadas con numerosos elementos y poemas absurdos, similar al más famoso libro para niños de Carroll Las aventuras de Alicia en el País de las Maravillas, la historia ambientada en la Inglaterra victoriana es una novela social, en la que sus personajes discuten variados conceptos y aspectos de la religión, la sociedad, la filosofía y la moralidad.

## Origen de la obra
Dos capítulos del primer volumen, "El hada Silvia" y "La venganza de Bruno", aparecieron originalmente como relatos breves en la revista Aunt Judys Magazine en 1867. Años más tarde, en 1873, el autor tuvo la idea de usarlas como el núcleo de una historia más larga. Gran parte del resto de la novela fue recopilada a partir de notas de ideas y diálogos recogidas a lo largo de los años.
Carroll pretendía inicialmente que la novela fuese publicada en un volumen. Sin embargo, debido a su longitud, fue dividida en dos tomos. 
El poema La canción del jardinero loco es el fragmento más conocido del libro.